# 伊亚-加米尔
伊亚—加米尔（约公元前1460年前后在位）（英語：Ea-gamil）海地王朝末代国王。由于被巴比伦国王乌兰布里亚什打败，他成为最后一位统治者，即所谓巴比伦第二王朝的末任君主。在那以后，巴比伦一直控制着整个苏美尔。